# Amiga A570

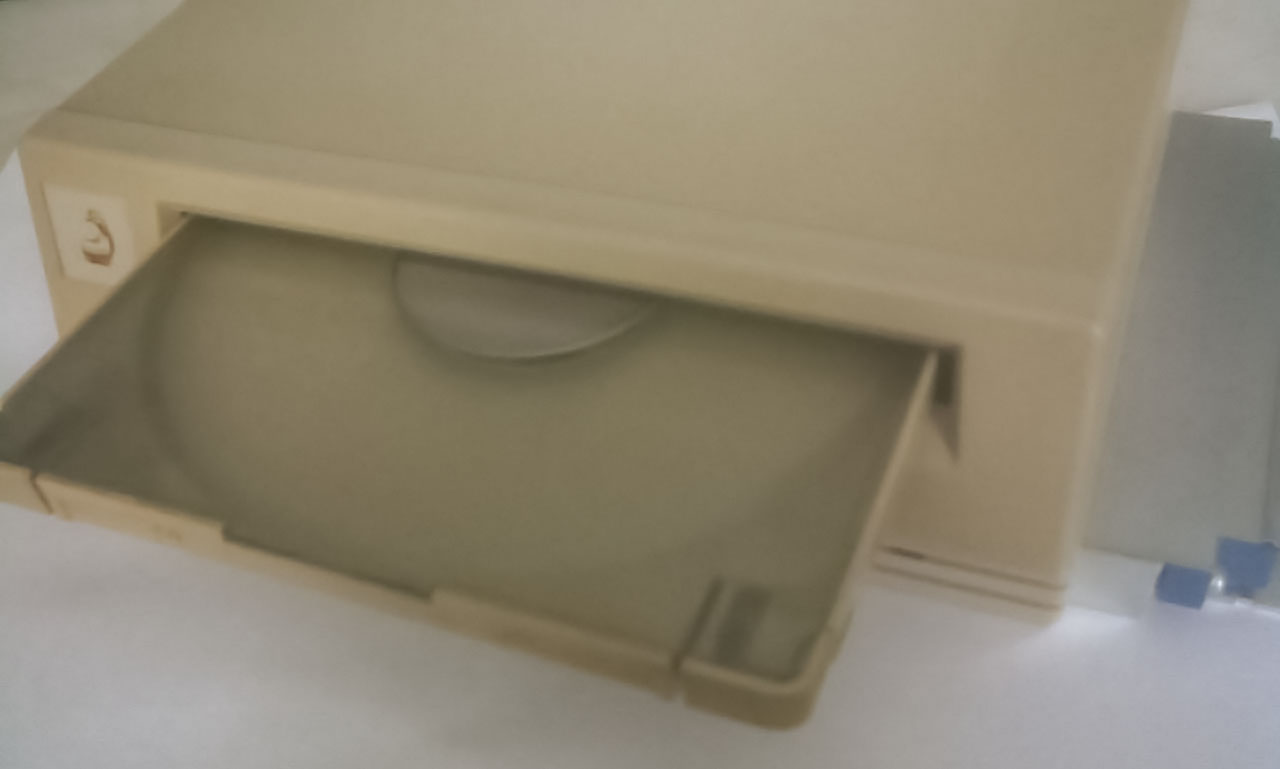
Laufwerk mit ausgeworfenem Caddy

Das Amiga A570 ist eine Hardwareerweiterung, die 1992 von Commodore auf den Markt gebracht wurde. Es handelt sich dabei um ein CD-ROM-Laufwerk für den Amiga 500.

## Allgemeine Beschreibung
Das A570 wird am seitlichen Expansionport des Heimcomputers angeschlossen und verfügt über ein eigenes Netzteil. Es schaltet sich erst ein, wenn der Rechner hochgefahren ist und übernimmt die volle Kontrolle über das System. Schließlich  wird nach einem bootfähigen Medium, wie z. B. eine Diskette oder CD, gesucht.
Der Speicher des Laufwerkes kann mittels einer speziellen Erweiterung um zwei Megabyte erhöht werden.
Da der Expansionport an der A570 nicht durchgeführt wird, ist es nicht möglich, andere Erweiterungen wie zum Beispiel eine A590-Festplatte gleichzeitig mit einer A570 an den Computer anzuschließen.

## Technische Daten
- Geschwindigkeit: Single Speed in zwei Modi (153 kB/s oder 171 kB/s)
- Lademechanismus: CD-Caddy
- Laufwerksmechanismus: Matsushita (Panasonic) oder Mitsumi
- Zugriffszeit: 0,5 s
- CD-Format: Audio-CD, CD+G, ISO 9660-CD-ROM mit Rockridge-Erweiterungen, CD-MIDI
- Anschlüsse: 4× Cinchbuchse (je zwei für Audioeingang und Audioausgang), zwei Erweiterungssteckplätze
- 1× LED um Laufwerkszugriff anzuzeigen
- Maße (B×H×T) in cm: 7,6×21,6×34,6

Weiterhin ist das Gerät vollständig kompatibel zum CDTV. Beim Betrieb soll es allerdings zu zahlreichen Problemen mit anderen Hardwareerweiterungen kommen.